# 앱늘고
앱늘고(App Neulgo)는 대한민국의 소프트웨어 기업인 늘고 주식회사에서 개발한 웹 기반 협업 도구로, 소프트웨어 구독 서비스(SaaS) 방식으로 제공된다. 전자결재, 메일, 캘린더, 할 일 관리, 공유 문서 등 기업 내 협업에 필요한 기능을 앱(App) 단위로 구성하여, 사용자 요구에 따라 기능을 선택적으로 사용할 수 있도록 설계되었다. 네이버웍스와의 연동 기능도 지원한다.

## 개요
앱 늘고는 2025년 대한민국의 IT 기업 늘고 주식회사가 개발한 협업 소프트웨어로, 기능별로 독립된 앱 단위 구성을 채택한 것이 특징이다. 기존의 통합형 그룹웨어와는 달리, 사용자가 필요한 기능만 선택적으로 구독할 수 있도록 되어 있으며, 전자결재, 일정 관리, 문서 공유 등 다양한 업무 도구를 포함하고 있다.

## 특징
- 전자결재, 메일, 캘린더, 조직도 등 기본 그룹웨어 기능 제공
- 할 일 관리, 근태관리, 공유문서, 내방객관리 등의 업무 관리 기능 포함
- 기능별 구독 방식의 과금 체계 운영
- 네이버웍스의 메일, 일정, 조직도 등과의 연동 기능 지원

## 구성
앱늘고는 설치 없이 웹 브라우저를 통해 접속 가능한 SaaS 형태로 운영된다. 개별 앱은 모듈 형식으로 구성되어 있어 독립적 사용이 가능하며, 필요에 따라 선택 및 조정이 가능하다. 각 앱은 관리자 설정, 사용자 권한 관리, 앱별 접근 제어 등의 기능을 지원한다.

## 관련
- 그룹웨어
- 협업 소프트웨어
- SaaS